# Beschießung von Great Yarmouth

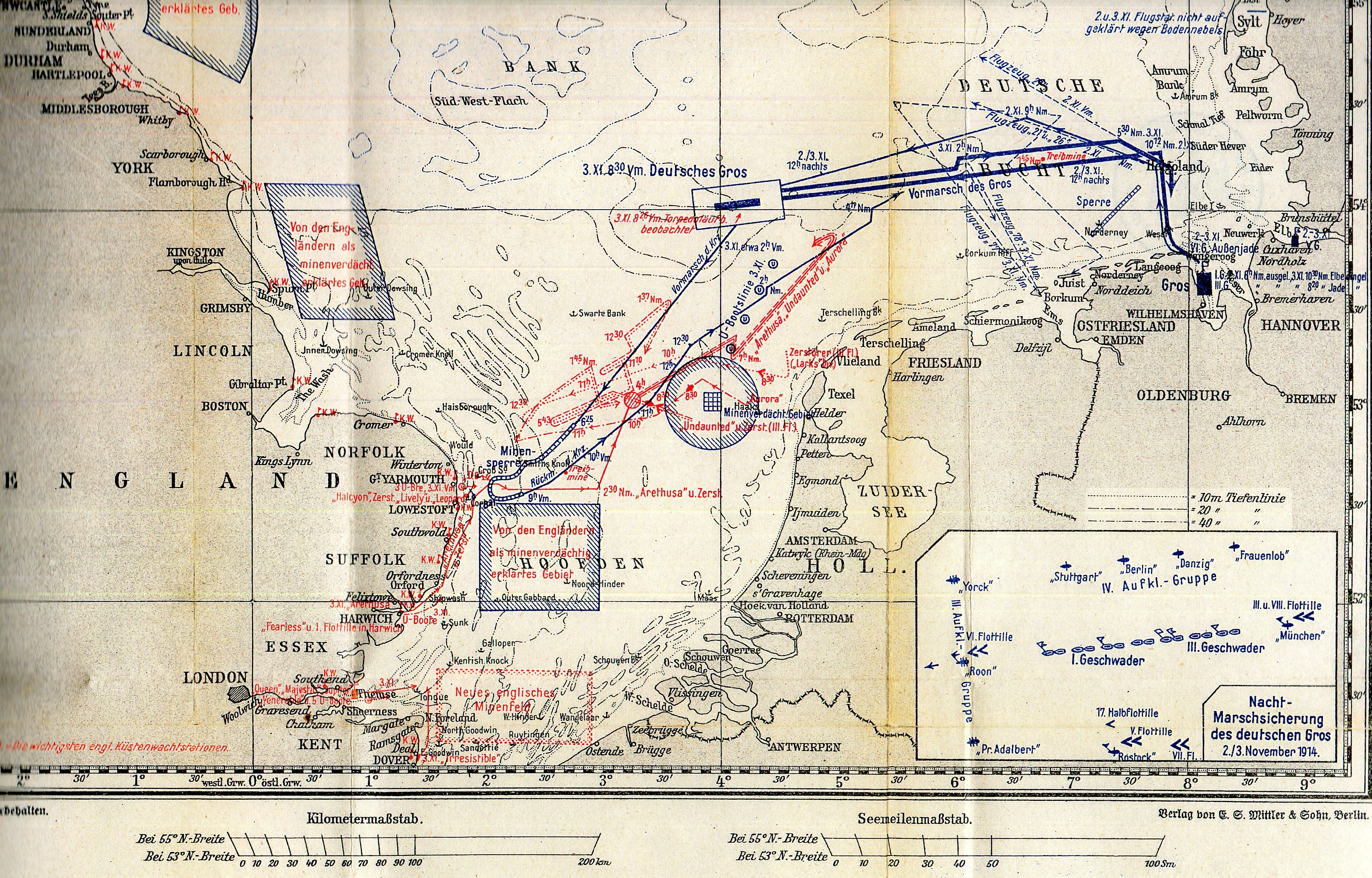
Übersichtskarte: Beschießung von Yarmouth am 3. November 1914 durch deutsche Seestreitkräfte

Die Beschießung von Great Yarmouth am 3. November 1914 war eine Operation der Kaiserlichen Marine im Ersten Weltkrieg unter Führung von Konteradmiral Franz Hipper. Nach dem amtlichen deutschen Seekriegswerk war es die erste Beschießung der englischen Küste seit den Englisch-Niederländischen Seekriegen.
Helgoland (1914) – 22. September 1914 – Texel – Yarmouth – Scarborough, Hartlepool und Whitby – Cuxhaven – Doggerbank (1915) – Noordhinder Bank – Doggerbank (1916) – 29. Februar 1916 – Yarmouth und Lowestoft – Skagerrak – 19. August 1916 – Kanal (1916) – Kanal (1917) – Shetland-Inseln – Helgoland (1917) – Bergen – Seebrügge und Ostende – Tondern

## Strategischer Hintergrund
Strategisches Ziel war die Entlastung der deutschen Landstreitkräfte an der Yser-Front in Flandern während der Einnahme der Kanalhäfen. Taktisches Ziel war die Beeinträchtigung der zu dieser Jahreszeit intensiven Fischerei zwischen Yarmouth und Gorleston-on-Sea durch eine Seeminensperre.

## Die Durchführung der Operation
Da für die Operation die persönliche Genehmigung Kaiser Wilhelms II. erforderlich war, erging an diesen am 29. Oktober 1914 eine telegrafische Anfrage im Großen Hauptquartier. Die Genehmigung wurde noch am selben Tag erteilt:
Seine Majestät der Kaiser sind einverstanden Unternehmung Yarmouth. Seine Majestät der Kaiser erwarten, dass Aufklärung aller Art auch durch Luftschiffe und Flugzeuge nach Norden ausgeübt wird, um Abschneiden bei Rückkehr zu verhindern.

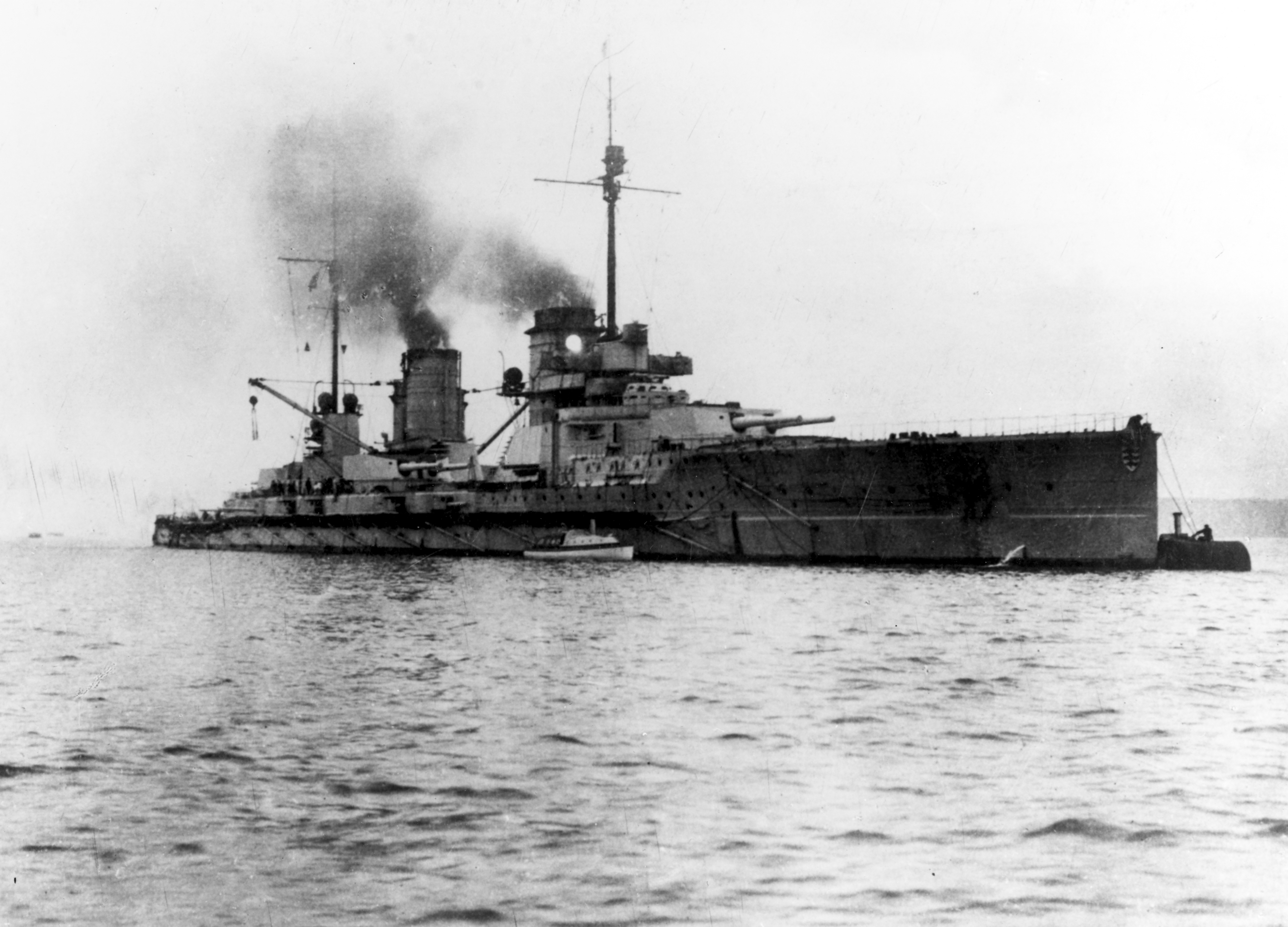
Die Seydlitz 1914

Allerdings hatte beim Eintreffen des Telegramms ein starker Oststurm eingesetzt, der das Unternehmen bis zum 3. November verzögerte. Die Einsatzkräfte bestanden aus der I. Aufklärungsgruppe:
- Großer Kreuzer (Schlachtkreuzer) Seydlitz als Flaggschiff
- Großer Kreuzer (Schlachtkreuzer) Moltke
- Großer Kreuzer (Panzerkreuzer) Blücher
- Großer Kreuzer (Schlachtkreuzer) Von der Tann

II. Aufklärungsgruppe:
- Kleiner Kreuzer Straßburg
- Kleiner Kreuzer Graudenz
- Kleiner Kreuzer Kolberg
- Kleiner Kreuzer Stralsund

Am 2. November liefen aus der Ems die U-Boote U 6 (Otto Steinbrinck), U 14 (Walther Schwieger), U 21 (Otto Hersing) und U 22 (Bruno Hoppe (1882–1917)) in See aus, um vor der niederländischen Insel Terschelling eine U-Bootslinie auszulegen. Alle übrigen verfügbaren U-Boote wurden auf der Ems zusammengezogen. Torpedoboots- und Minensuchflottillen suchten die Helgoländer Bucht nach britischen Seeminen ab.
Am 2. November, 16.30 Uhr, liefen die Streitkräfte unter dem Befehlshaber der Aufklärungsschiffe Konteradmiral Franz Hipper vorbei an Helgoland nach Nordwesten, um britische U-Boote und Beobachter zu vermeiden. Die Vorhut bildeten Straßburg und Graudenz, gefolgt von der I. AG. Eine Art Nachhut bildeten die Kolberg und Stralsund, wobei letztere als Minenleger diente. Auf die Mitnahme von Torpedobooten war verzichtet worden. Eine anhaltend hohe See und eine mögliche erneute Wetterverschlechterung machte den Einsatz der T-Boote obsolet, da sie unter diesen Bedingungen nicht die Geschwindigkeit der Kreuzer halten konnten.
Am 3. November um 04.15 Uhr stieß Hipper auf erste Fischerboote, danach auf der Höhe vom Smiths Knoll-Feuerschiff auf ganze Flottillen sowohl britischer als auch holländischer Fischereifahrzeuge. Da keine Torpedoboote zur Verfügung standen, konnten die Fischerboote nicht auf eine etwaige Aufklärungstätigkeit für die Royal Navy untersucht werden.
Aufgrund des diesigen Wetters ergaben sich erhebliche navigatorische Schwierigkeiten. Bei Besteckvergleichen zeigten sich Abweichungen der Schiffsstandorte um bis zu zehn Seemeilen. Dabei liefen die Kreuzer bei einem Tiefgang von neun bis zehn Metern mit hoher Fahrt auf die Sandbänke vor der englischen Küste zu, ohne dass mit Feuerschiffen und Seezeichen gerechnet werden durfte. Das Anlaufen und die Beschießung von Landzielen war in der Kaiserlichen Marine nicht geübt worden, da der Geschwaderkampf Priorität besaß. Um 06.30 Uhr begann die Stralsund mit dem Minenwerfen, um das Haisborough Gat zu sperren, während die Kreuzer sich, ständig lotend, so Groos, ihren Weg durch „unzählige Fischdampfer“, Dampfer und Segelschiffe suchten.
Unklar wann, forderte das britische Minensuchboot Halcyon die deutschen Schiffe in der Annahme, es handele sich um eigene Einheiten, mit Scheinwerfern auf, das Erkennungssignal zu geben. Daraufhin eröffneten um 08.15 Uhr Straßburg und 08.24 Uhr Graudenz das Feuer auf das Kanonenboot, auch auf die hinter der Halcyon stehenden Zerstörer Lively und Leopard. Hipper befahl den beiden Kleinen Kreuzern die Feuereinstellung, vermutlich, um seinem Flaggschiff Seydlitz „die Vernichtung des ersten im Seekriege gesichteten Gegners zusprechen zu wollen“. Aufgrund von missverstandenen Signalen kamen ihm Moltke und Blücher zuvor. Durch die Granateneinschläge in die See und die dadurch entstehenden Wassersäulen war die Halcyon bald kaum mehr sichtbar und entzog sich durch geschickte Kehrtwendungen ihrer Vernichtung.

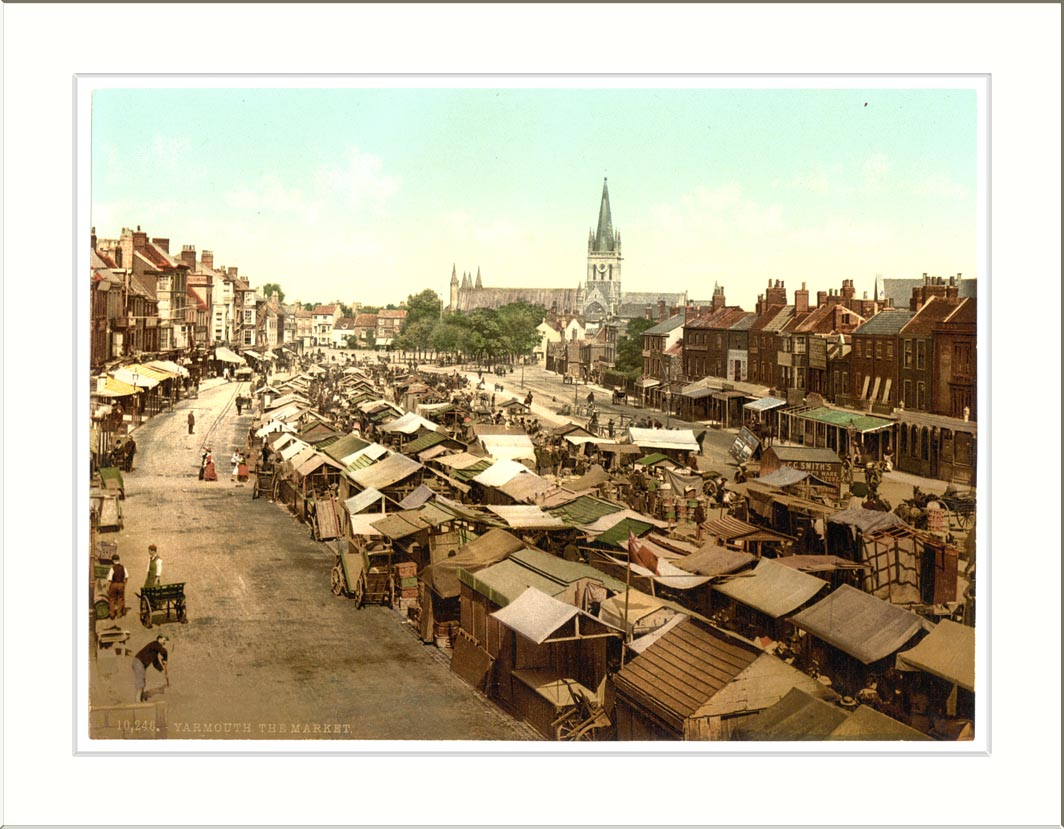
Markt in Great Yarmouth, 1910

Ab 08.26 Uhr begannen Moltke und Blücher, kurz darauf Von der Tann, mit der Beschießung von Landzielen. Anhaltspunkte waren unter anderem die britischen Geschützbatterien und die rund 44 Meter hohe Nelson-Säule (Britannia Monument) in Yarmouth. Die Entfernungen betrugen, so bei Von der Tann, bis zu 200 Hektometern (20 Kilometer). Bereits um 08.31 Uhr wurde der Beschuss eingestellt. Das Minenlegen war um 08.56 Uhr beendet. Insgesamt wurden von deutscher Seite 368 Granaten verfeuert.

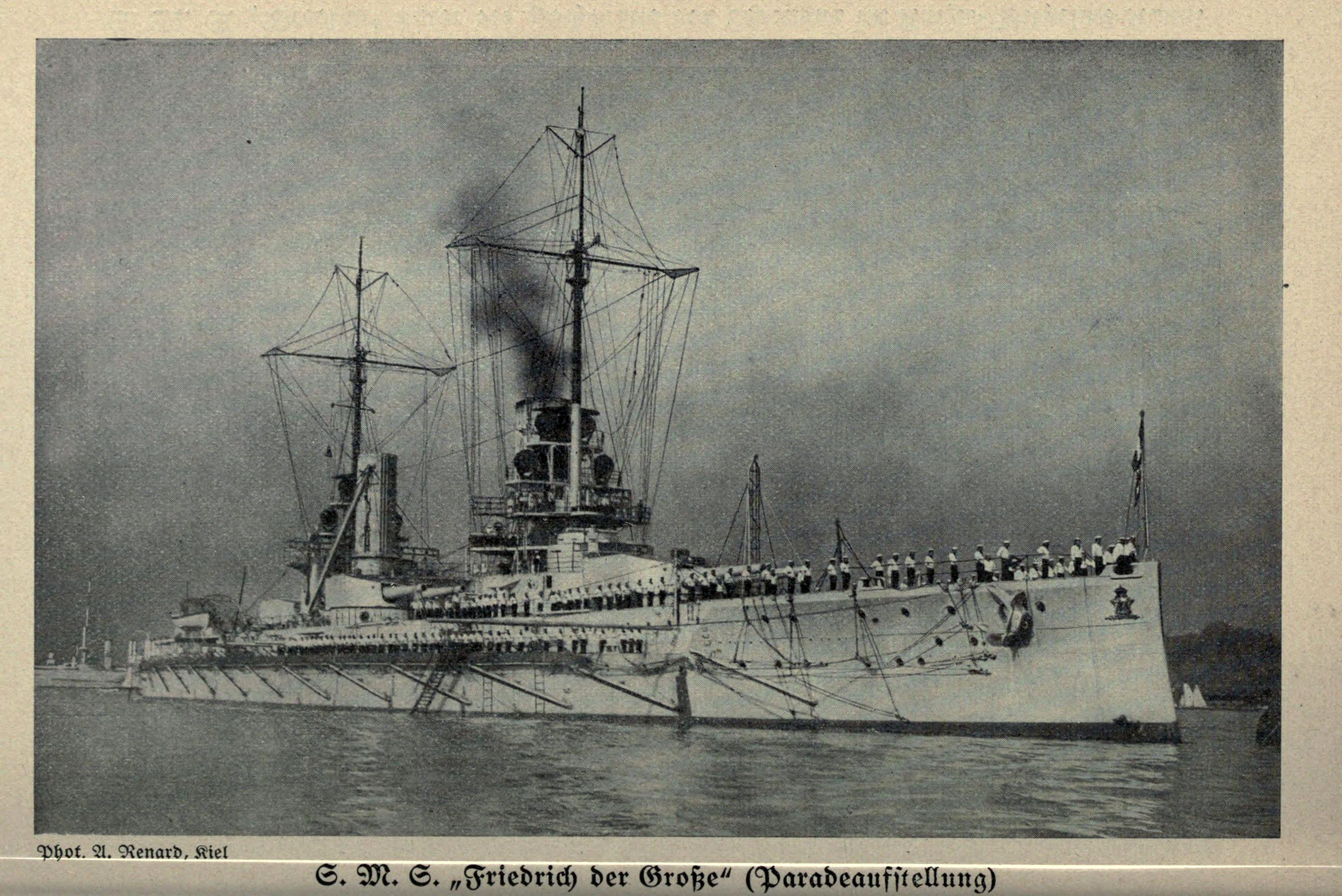
Friedrich der Große, Paradeaufstellung

Auf britischer Seite befanden sich die drei U-Boote E10, D3 und D5 seeklar in Gorleston-on-Sea und liefen sofort zum Angriff aus. Dabei traf D5 eine Seemine und sank in weniger als einer Minute angeblich mit der gesamten Besatzung. Die beiden anderen Boote kamen nicht mehr zum Einsatz. Um 13.15 Uhr erreichten die deutschen Einheiten wieder die eigene U-Bootlinie vor Terschelling. Das deutsche Gros, bestehend aus dem
- Flottenflaggschiff Friedrich der Große,
- dem I. Geschwader mit acht Linienschiffen,
- dem III. Geschwader mit fünf Linienschiffen,
- der IV. Aufklärungsgruppe mit fünf Kleinen Kreuzern,
- der VI. und VII. Torpedobootsflottille sowie der 17. Halbflottille mit der Rostock als Führungskreuzer
- der III. Aufklärungsgruppe, bestehend aus den Panzerkreuzern Yorck, Roon und Prinz Adalbert,

hatte zu Beginn der Beschießung rund 60 Seemeilen nordwestlich von Terschelling eine Auffangstellung bezogen. Britische Seestreitkräfte wurden nicht gesichtet. Der Abstand zu Hippers Kreuzern betrug rund 100 Seemeilen, so dass ein unmittelbarer Schutz seiner Einheiten nicht gegeben war.

## Der Untergang des PanzerkreuzersYorck

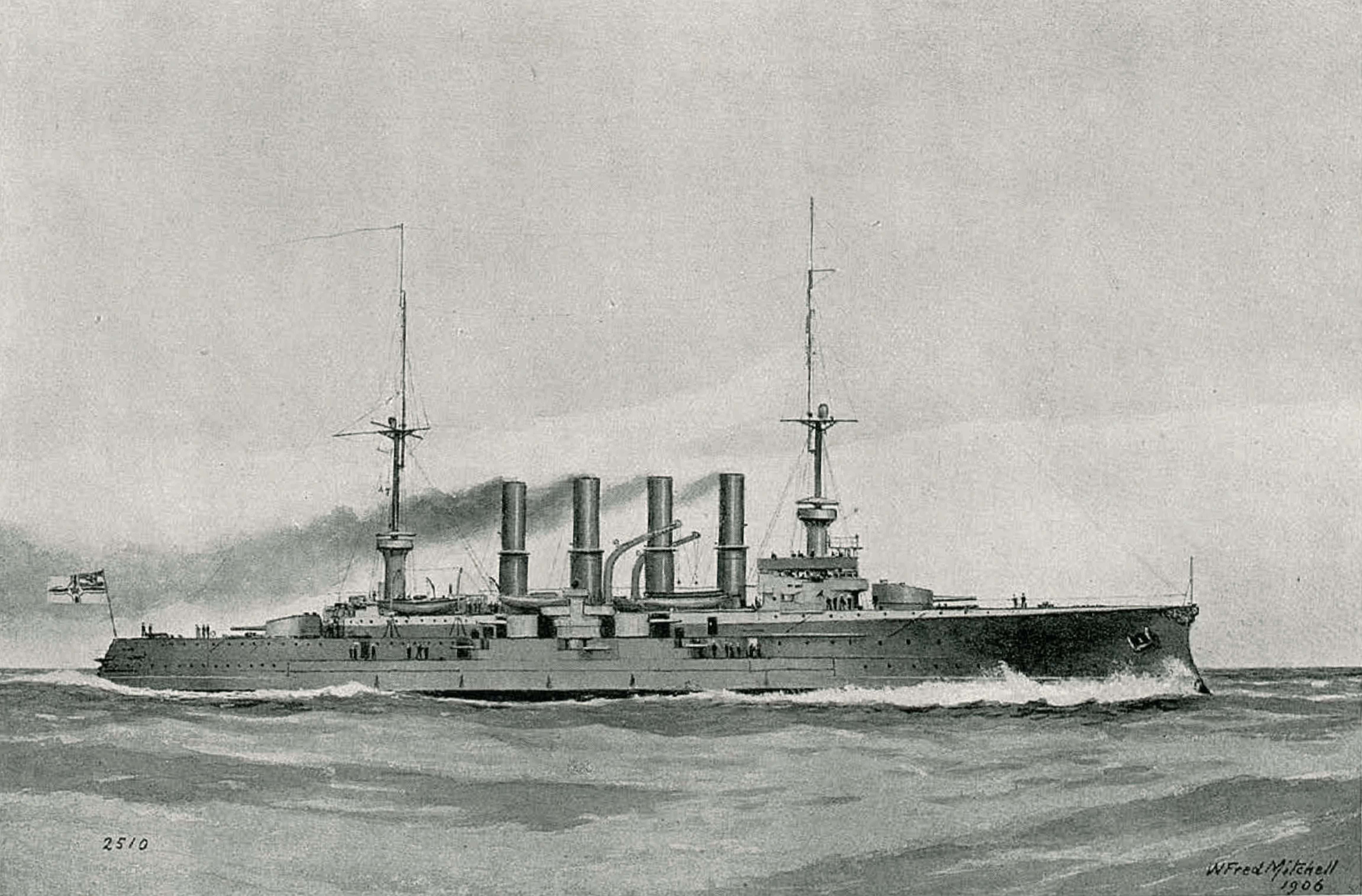
Die Yorck, 1906

Die Operation gegen Great Yarmouth verlief auf deutscher Seite ohne personelle oder materielle Verluste.
Zum Gros gehörte auch der Panzerkreuzer Yorck. Aufgrund von Nebel konnte er nicht am 3. November in Wilhelmshaven einlaufen. Am 4. November befahl der Kommandant, Kapitän zur See Waldemar Pieper, trotz Nebels und entgegen der Warnung des Lotsen vor den eigenen Seeminensperren das Einlaufen. Die Yorck traf nacheinander zwei Seeminen und kenterte, wobei 336 Besatzungsmitglieder ums Leben kamen. Allerdings stand der Verlust der Yorck nur im indirekten Zusammenhang mit dem Vorstoß auf Yarmouth und war auf eine Fehlentscheidung des Kommandanten zurückzuführen.

## Folgen
Das Unternehmen war, wie auch die amtliche deutsche Seekriegsgeschichtsschreibung offen zugab, von geringer strategischer Bedeutung und hatte auf die Frontlage in Flandern keinen Einfluss. Allerdings wurde dem Unternehmen „...ein wohltätiger Einfluss auf Stimmung und kriegerischen Geist sowie auf Erhaltung der Seegewohnheit und Kriegsfertigkeit der Besatzungen“ zugeschrieben.
Weiterhin hatte sich herausgestellt, dass die Luftaufklärung de facto nutzlos gewesen war. Sie war vor dem 3. November durch den starken Ostwind und am Tag der Beschießung durch Nebel so behindert worden, dass die wenigen eingesetzten Flugzeuge lediglich die eigenen Streitkräfte meldeten. Für die Zukunft erwartete die Flottenleitung nicht unbedingt eine Besserung, da eine gute Sicht für die effektive Luftaufklärung im Gegensatz zur eher bevorzugten schlechten Sicht bei derartigen Unternehmen stand.
Weiterhin hatte sich gezeigt, dass mangels Übung auch Fehler in der Signalübermittlung aufgetreten waren, was sich nach Auffassung der Flottenleitung nur durch eine größere Aktivität auf hoher See beheben ließ.
Auf britischer Seite waren, abgesehen von dem Untergang von D5, keine größeren Verluste oder Schäden eingetreten. Eine direkte Folge der Beschießung war die Verlegung des 3. Schlachtgeschwaders (3rd Battle Squadron) mit den acht Einheiten der King-Edward-VII-Klasse von Scapa Flow nach Rosyth, um über schwere Einheiten gegen eventuelle neue deutsche Angriff im Südosten Englands zu verfügen.